# Linjärt rum
Ett linjärt rum, även kallat vektorrum, är en mängd med en linjär struktur. 
Två element i mängden kan sammanfogas (adderas) till ett nytt element, som även det tillhör mängden:
{\displaystyle x,y\in L\quad \Rightarrow \quad x+y\in L.}
Ett element i mängden kan "multipliceras" med ett element från kroppen {\displaystyle K}. Då bildas ett nytt element som även det tillhör mängden:
{\displaystyle x\in L,\quad c\in K,\quad \Rightarrow \quad c\cdot x\in L}
Detta kan också formuleras som att mängden är sluten under addition och multiplikation med skalärer. "Skalär" används oftast som en synonym för reellt tal, men det går också att definiera vektorrum mer allmänt genom att låta skalär betyda element i en bestämd kropp. Om exempelvis skalär betyder komplext tal, så har man ett komplext linjärt rum.
"Sammanfogningen" ({\displaystyle +}) och "multiplikationen" ({\displaystyle \cdot }) har samma grundläggande egenskaper som vanlig addition och multiplikation.

## Definition
Ett linjärt rum, även kallat vektorrum, är en mängd {\displaystyle L} tillsammans med en kropp {\displaystyle K} där addition ({\displaystyle +}) och multiplikation ({\displaystyle \cdot }) är definierade så att axiomen I - II är uppfyllda för alla {\displaystyle \mathbf {x} ,\mathbf {y} ,\mathbf {z} \in L} och {\displaystyle \lambda ,\mu \in K}.
I. Addition
{\displaystyle {\text{'}}+{\text{'}}:\ L\times L\rightarrow L,}     (Slutenhet);
Associativitet: {\displaystyle (\mathbf {x} +\mathbf {y} )+\mathbf {z} =\mathbf {x} +(\mathbf {y} +\mathbf {z} ),}
Kommutativitet: {\displaystyle \mathbf {x} +\mathbf {y} =\mathbf {y} +\mathbf {x} ,}
Enhetselement: {\displaystyle \exists \ \mathbf {0} \in L} så att {\displaystyle \mathbf {0} +\mathbf {x} =\mathbf {x} ,\qquad }
Invers: {\displaystyle \forall \ \mathbf {x} \in L\ \exists \mathbf {y} \in L} så att {\displaystyle \mathbf {x} +\mathbf {y} =\mathbf {0} ,}
II. Multiplikation med skalär
{\displaystyle {\text{'}}\cdot {\text{'}}:K\times L\rightarrow L,}     (Slutenhet);
Associativitet: {\displaystyle \lambda \cdot (\mu \cdot \mathbf {x} )=(\lambda \mu )\cdot \mathbf {x} ,}
Distributivitet: 
{\displaystyle (\lambda +\mu )\cdot \mathbf {x} =\lambda \cdot \mathbf {x} +\mu \cdot \mathbf {x} ,}
{\displaystyle \lambda \cdot (\mathbf {x} +\mathbf {y} )=\lambda \cdot \mathbf {x} +\lambda \cdot \mathbf {y} }
Enhetselement: {\displaystyle 1\cdot \mathbf {x} =\mathbf {x} }.
Elementen i mängden {\displaystyle L} kallas vektorer, elementen i mängden {\displaystyle K} kallas skalärer, och {\displaystyle L} sägs vara ett vektorrum över {\displaystyle K}.
Med hjälp av ovanstående axiom kan man bland annat visa att
{\displaystyle 0\cdot \mathbf {x} =\mathbf {0} }
{\displaystyle \lambda \cdot \mathbf {0} =\mathbf {0} }
Om {\displaystyle K=\mathbb {R} } så kallas det linjära rummet reellt;
om {\displaystyle K=\mathbb {C} } så är det komplext. Man brukar även tala om dimensionen av ett linjärt rum vilket är kardinaliteten på en bas till rummet. En bas till ett linjärt rum är en delmängd av rummet sådan att varje vektor i rummet kan, på ett unikt sätt, skrivas som en linjärkombination av vektorer från basen. Vektorerna i en bas kallas även för basvektorer. Till exempel om {\displaystyle L=K} blir dimensionen 1 men om {\displaystyle L=\mathbb {C} } och {\displaystyle K=\mathbb {R} } blir dimensionen 2. Varje linjärt rum med ändlig dimension n är isomorft med {\displaystyle K^{n}} där {\displaystyle K} är kroppen.
Att man ovan kräver att operationerna (+) och (*) är slutna, innebär att 

om vektorerna x och y tillhör L så tillhör också x+y L, det vill säga. vektorsummor tillhör L.
På motsvarande sätt gäller för varje skalär a ∈ K  och vektor x ∈ L att produkten {\displaystyle a\mathbf {x} \in L}.

Det är ibland krångligt att bevisa slutenhetsegenskaperna. En delmängd till L, som innehåller nollvektorn, är ett delrum precis om det är slutet under de två operationerna.
En funktion F från ett linjärt rum L till ett linjärt rum L'  kallas för en linjär avbildning om F "respekterar operationerna", det vill säga om
{\displaystyle F(\lambda \cdot \mathbf {x} +\mu \cdot \mathbf {y} )=\lambda \cdot F(\mathbf {x} )+\mu \cdot F(\mathbf {y} ),\quad \forall \mathbf {x} ,\mathbf {y} \in L,\forall \lambda ,\mu \in K}.
Här kan L antingen vara ett annat rum än L', eller att L=L'.

## Exempel
- {\displaystyle \mathbb {R} ^{n}} som ett reellt linjärt rum där vektorerna är definierade som n-tuplar av reella tal.

- Mängden av alla kontinuerliga funktioner {\displaystyle f\colon \mathbb {R} \rightarrow \mathbb {R} } – en mängd som oftast betecknas C0 – är också ett linjärt rum, men med oändlig dimension.

- Mängden av komplexa tal, C, utgör ett tvådimensionellt vektorrum över de reella talen. Allmännare, så snart K är en kropp och F en delkropp av K, så är K ett vektorrum över F.

- Potensmängden till en mängd M är på ett naturligt sätt ett vektorrum över galoiskroppen GF(2), som bara innehåller två element, 0 och 1. Vektorsumman av två delmängder A och B till M är då deras symmetriska differens:

{\displaystyle A+B=(A\cup B)\backslash (A\cap B)\,,}
och produkten av en skalär och en delmängd ges av föreskrifterna
{\displaystyle 0A=\emptyset \quad {\text{och}}\quad 1A=A\,.}

## Generalisering
Om alla villkor behålls i definitionen av ett linjärt rum över K, utom kravet att området K av skalärer skall vara en kropp och att det endast krävs att K är en ring, så erhålls en modul. Med andra ord kan linjära rum definieras som moduler över kroppar. Moduler i allmänhet har vissa, men inte alla egenskaper, som kroppar har. Viktigast är att en modul i allmänhet inte har någon bas. Linjära rum har baser och är därför fria moduler.